# Westfälisch-Lippischer Landwirtschaftsverband

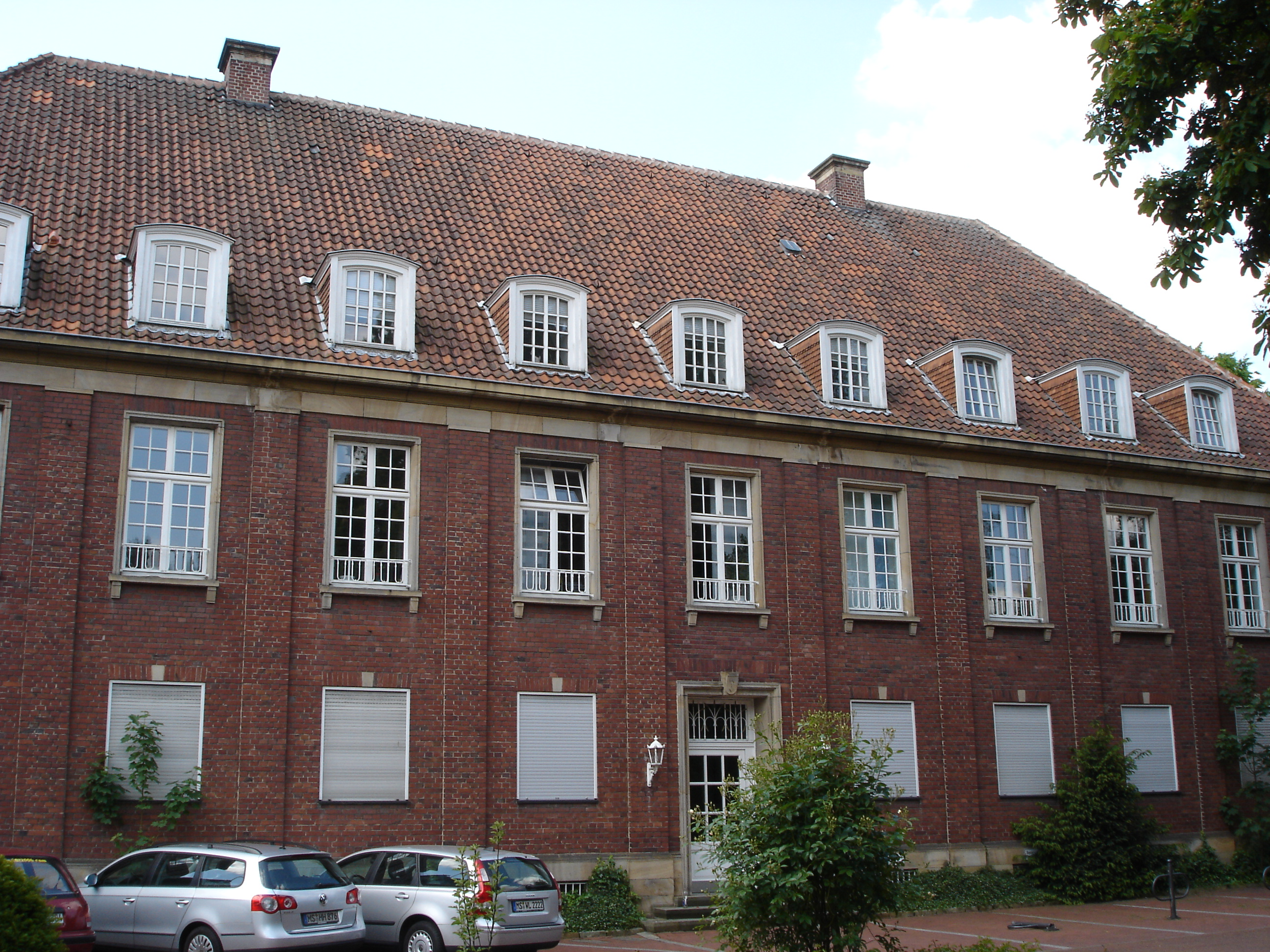
Das Gebäude des Westfälisch-Lippischen Landwirtschaftsverbands an der Schorlemerstraße in Münster.

Der Westfälisch-Lippische Landwirtschaftsverband e.V. (kurz WLV) ist ein Zusammenschluss der Land- und Forstwirte in Westfalen und Lippe. Dabei vertritt er die Interessen der Mitglieder in allen Belangen gegenüber der Politik, Wirtschaft oder Behörden.
Neben einer Verbesserung der wirtschaftlichen Lage gehören zu den Zielen auch die Verbesserung der Lebensverhältnisse im ländlichen Raum. Durch seine Rolle als berufsständiger Verband sind nahezu alle Land- und Forstwirte der Region im WLV organisiert. Sitz des Landwirtschaftsverbandes ist Münster. Seit dem 17. Februar 2020 ist Hubertus Beringmeier aus Hövelhof-Espeln Präsident.
In die Zuständigkeit des WLV fallen auch die Regionen mit den größten Schweinmastbeständen in Deutschland; die Kreise Coesfeld und Warendorf.

## Geschichte

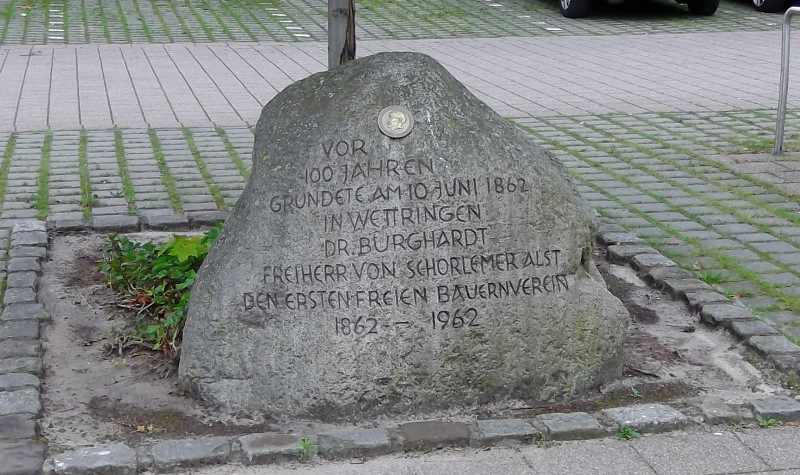
Ein Findling vor dem Wettringer Rathaus erinnert an die Gründung des örtlichen Bauernvereins 1862.

Hervorgegangen ist der Westfälisch-Lippische Landwirtschaftsverband nach dem Zweiten Weltkrieg aus dem Westfälischen Bauernverein von 1871. Er war der erste Zusammenschluss der örtlichen Bauernvereine. Der erste Bauernverein wurde am 10. Juni 1862 in Wettringen von Burghard Freiherr von Schorlemer Alst und 36 weiteren Bauern gegründet. Ein Findling vor dem Wettringer Rathaus erinnert noch heute an die Gründung.
Die Wurzeln des Westfälisch-Lippischen Landwirtschaftsverbandes gründen damit in der ältesten freien landwirtschaftlichen Standesorganisation des Deutschen Reiches. Seit 1947 gibt es ihn in seiner jetzigen Form.

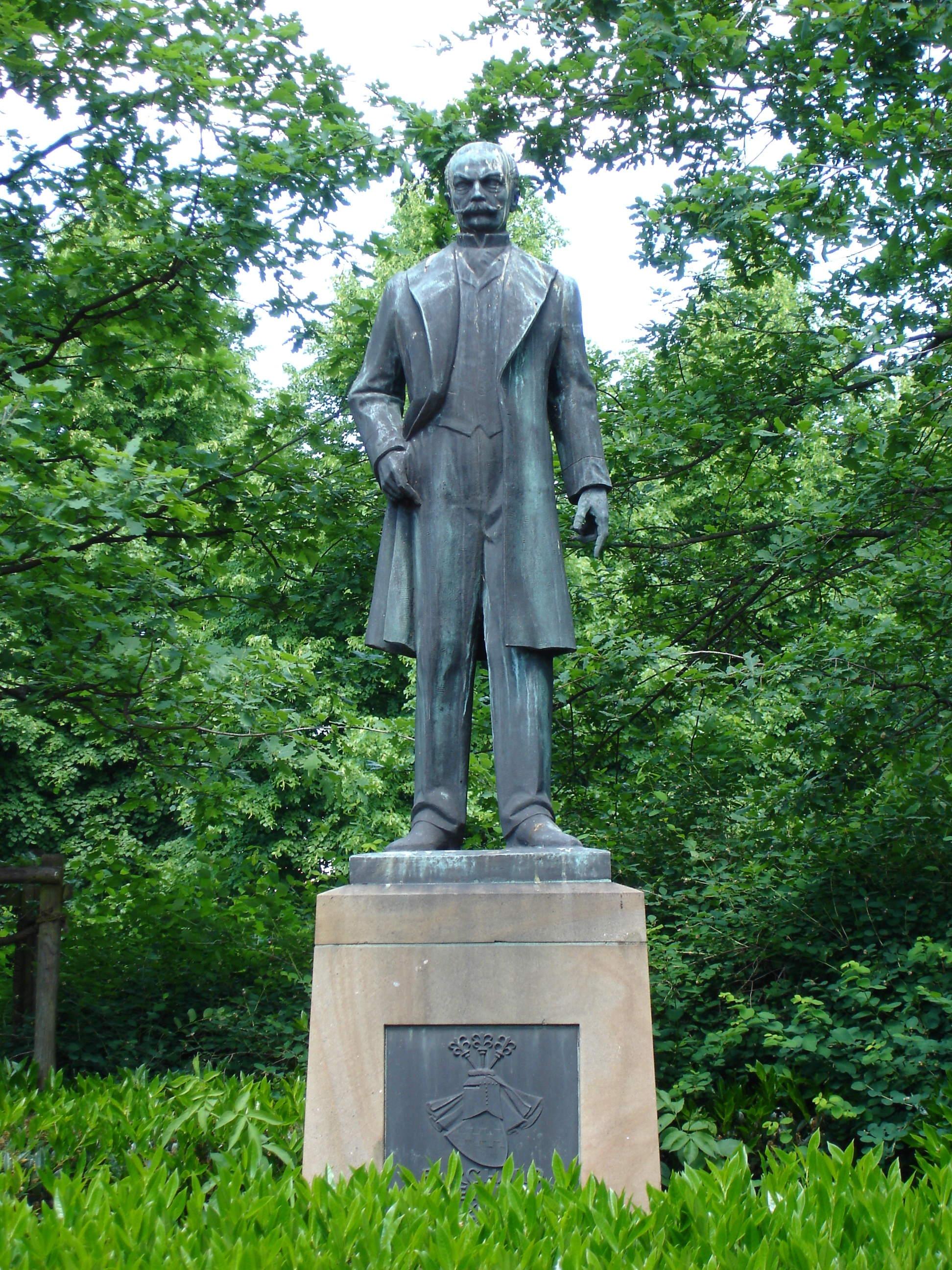
Statue von Burghard Freiherr von Schorlemer-Alst, Gründer des „Westfälischen Bauernvereins“

## Struktur
Mit seiner Zuständigkeit für die Region Westfalen-Lippe und Gliederung in 20 Kreisverbände entspricht das Einzugsgebiet des WLV genau dem Zuständigkeitsbereich des Landschaftsverbandes Westfalen-Lippe, mit der er im Rahmen seiner Aufgaben eng zusammenarbeitet.
Die Leitung des Verbandes ist in vier hierarchische Ebenen gegliedert. Der Landesverbandstag als Gremium aller Mitglieder wählt den Landesverbandsausschuss. Der Vorstand des Westfälisch-Lippischen Landwirtschaftsverbandes geht als zweithöchste Hierarchie aus dem Ausschuss hervor, ihm steht der Präsident vor.
Zum Westfälisch-Lippischen Landwirtschaftsverband gehören indirekt noch der Westfälisch-Lippische Landfrauenverband e. V. (WLLV), die Westfälisch-Lippische Landjugend e.V. (WLL), der Ring der Landjugend Westfalen-Lippe e. V. und der Arbeitgeberverband der Westfälisch-Lippischen Land- und Forstwirtschaft e. V. (WLAV).

### Kreisverbände
Der Westfälisch-Lippische Landwirtschaftsverband gliedert sich in folgende 20 Kreisverbände, deren Umfang nicht immer den Grenzen der entsprechenden Landkreise entspricht (so ist zum Beispiel Münster mittlerweile kreisfreie Stadt):
- Bielefeld
- Borken
- Coesfeld
- Ennepe-Ruhr/Hagen
- Gütersloh
- Herford
- Hochsauerland
- Höxter-Warburg
- Lippischer Hauptverein
- Märkischer Kreis
- Minden-Lübbecke
- Münster
- Olpe
- Paderborn
- Recklinghausen
- Ruhr-Lippe
- Siegen-Wittgenstein
- Soest
- Steinfurt (Sitz im „Grünen Zentrum“ in Saerbeck)
- Warendorf

### Präsidenten
Der erste Präsident des WLV war von 1947 bis 1955 Fritz Hollmann. Es folgten Antonius Freiherr von Oer (1955–1968), Constantin Freiherr Heereman von Zuydtwyck (1968–1997) und Franz-Josef Möllers (1997–2012). Der fünfte WLV-Präsident war von 2012 bis 2020 Johannes Röring. Seit dem 17. Februar 2020 ist Hubertus Beringmeier aus Hövelhof-Espeln Präsident.